# أورلاندو بوش (سياسي)
أورلاندو بوش هو سياسي كندي، ولد في 25 ديسمبر 1849، وتوفي في 29 أبريل 1925 في إدمونتون في كندا. حزبياً، نشط في حزب أونتاريو المحافظ التقدمي. وقد انتخب عضو برلمان مقاطعة أونتاريو.